# FAM Automobiles
FAM Automobiles – francuskie przedsiębiorstwo branży motoryzacyjnej, założone w 1986 roku.

## Historia
FAM Automobiles powstał w 1986 roku w Exincourt, w regionie Doubs we Francji. Przedsiębiorstwo to pomaga wielkim zakładam samochodowym, konstruuje i doskonali części samochodowe, buduje specjalne wersje samochodów, oraz dostarcza części do krótkich serii pojazdów.